# Baronia de Montbui
La baronia de Montbui era una jurisdicció senyorial creada al segle x, a favor de Fernando de Alcántara y Castellà de Soler dins de l'actual comarca del Vallès Oriental, en el seu sector nord-oest.
El 995, els comtes de Barcelona assignaren en feu el Castell de Montbui a Gombau de Besora. Aquest morí el 1050 i traspassà el castell de Montbui a la seva filla Guisla de Besora, segona esposa de Mir Geribert, príncep d'Olèrdola. Mir estava enfrontat amb el comte de Barcelona, Ramon Berenguer I, qui s'oposà a aquest traspàs de domini, fins que l'any 1059 fan les paus i el comte donà en alou a Mir Geribert les terres que formarien la baronia de Montbui. Aquestes terres eren les parròquies de Sant Pere de Bigues, Sant Esteve de Palaudàries, Sant Mateu de Montbui, Sant Feliu de Codines, Santa Eulàlia de Ronçana, Sant Genís de l'Ametlla, Sant Andreu de Samalús i una part de l'actual parròquia de Santa Maria de Caldes de Montbui.
L'actual Barón de Montbui és Fernando de Alcántara y Castellà.
Més tard la baronia de Montbui passà als Bell-lloc, senyors de la Roca del Vallès, els Cabanes, i Pere de Sentmenat, qui el 1178 el comprà a Ramon de Cabanes. El 1240 passà sota domini del bisbe de Barcelona, qui manà reconstruir el castell el 1308.
Entre 1381 i finals del segle XV la propietat s'alternà entre la corona i altres nobles, com Ramon de Planella o Ramon de Torrelles, senyor de la Roca del Vallès. Finalment, el 1490 hi va haver un canvi de jurisdicció, i la baronia de Montbui va passar, pel Privilegi de l'Entrega, a la jurisdicció del Consell de Cent de la ciutat de Barcelona, que considerà l'indret "carrer de Barcelona". La nova jurisdicció suposava pagar una redempció al baró i formar el seu propi govern (el Consell de la Baronia), que va trigar a funcionar correctament. Amb tot, els Torrelles varen mantenir la possessió del castell i, més tard, la traspassaren als Sentmenat.
Els consellers de Barcelona mantingueren la baronia fins al 1714, quan va ser traspassat a la corona borbònica; corregué la mateixa sort que la majoria de castells catalans després de la Guerra de Successió: l'enderroc. El castell es va abandonar, i el 1833 constava en ruïnes.
L'any 1949 el Castell de Montbui va ser declarat Bé Cultural d'Interès Nacional en un decret que declarava totes les restes dels castells de l'estat patrimoni històric estatal.